# Чоу Юнфат
В това китайско име фамилията Чоу стои отпред.
Чоу Юн-Фат (на английски: Chow Yun-Fat, на традиционен китайски: 周潤發, на опростен китайски: 周润发, на пинин: Zhōu Rùnfā, на кантонийски йейл: Jàu Yeuhn Faat) е известен китайски актьор.
На източната публика е познат главно със сътрудничеството си с режисьора Джон Ву във филми като „За по-добро бъдеще“ (1986), „Убиецът“ (1989) и „Твърдо сварен“ (1992). В тези филми запазената марка на Чоу Юн-Фат е стрелянето с 2 оръжия едновременно. На Запад пробива с ролята на Ли Му Бай в спечилилия 4 награди „Оскар“ филм „Тигър и Дракон“ (2000).
Печели 3 награди на Хонгската филмова академия в категорията „Най-добър актьор“ за невероятните си превъплъщения във филмите „За по-добро бъдеще“, „Град в пламъци“ и „Всичко за А Лонг“ (All About Ah Long).
В актива си има още награди – печелил е 2 пъти Тайванския Златен Кон в категорията „Най-добър актьор“ – за филма „Хонг Конг 1941“ (1985) и за филма An Autumn's Tale (1987), както и наградата на Asian Pacific Festival за ролята си в „Хонг Конг 1941“ през 1985 г. Пробива с ролята на краля във филма „Анна и кралят“ (Anna and the King).